# 音昏
音昏（ねくら、nequla）は、黒崎さやかとそのだけんじの2人からなる日本のバンドである。

## メンバー
| 名前                          | 主要パート             |
| ----------------------------- | ---------------------- |
| 黒崎さやか（くろさき さやか） | ボーカル               |
| そのだけんじ                  | ギター、プログラミング |

## 概要
ジャムセッションを通じて知り合った 黒崎さやか（ボーカル、作詞作曲）とそのだけんじ（ギター、作曲）の2人で結成。ユニット名は2人とも根が暗い性格であることから命名。
親しみやすいメロディーの曲と、黒崎の表現力豊かな低域に魅力のある声・気取らない歌詞、そのだの様々な音楽に影響を受けた多彩なギターワークが魅力。
2012年にファーストミニアルバム『ドリップ』を自主制作しリリースして以降、CDや配信にて音源をリリースしている。東京近郊のLIVEバーやカフェなどでライヴ活動も行っている。
また、YouTubeやニコニコ動画にアルバム試聴用やカヴァー曲・LIVE録音の動画なども多数投稿している。

## 来歴
- 2008年3月、黒崎さやかとそのだけんじのデュオで初のライブを行う。このときはまだ「音昏」という名前はなく、「遼とそのだけんじ」という名前で出演。これが音昏の前身となる
- 2008年11月、「音昏」名義でのライブを開始。バンド形式でのライブも初の試み
- 2009年3月、宅録音源（オリジナル曲『満員電車』）を、動画としてニコニコ動画・YouTubeで初公開。自宅からの生放送ライブも開始。
- 2009年6月、pinoco*との初コラボ作品として動画『銀の電車 灰の街』をニコニコ動画・YouTubeで公開。
- 2010年6月、コーリとの初コラボ作品として動画『静かに』をニコニコ動画・YouTubeで公開
- 2010年12月、コボリユキコとの初コラボ作品として動画『ソラのコトバ』をニコニコ動画・YouTubeで公開
- 2011年5月、東日本大震災のチャリティー音源として動画『メランコリー』をニコニコ動画・YouTubeで公開、bandcampで配信販売。ミックス、マスタリングは戸田高弘。

## 作品

### ミニアルバム
| # | 発売日         | タイトル | 販売形態 | 販売形態 |
| # | 発売日         | タイトル | 規格     | 品番     |
| - | -------------- | -------- | -------- | -------- |
| 1 | 2012年11月10日 | ドリップ | 12cmCD   | NQL001   |

### シングル
| # | 発売日         | タイトル                | 販売形態 | 販売形態 | 収録アルバム |
| # | 発売日         | タイトル                | 規格     | 品番     | 収録アルバム |
| - | -------------- | ----------------------- | -------- | -------- | ------------ |
| 1 | 2015年09月12日 | 銀の電車 灰の街／ねえ、 | 12cmCD   | -        | -            |
| 2 | 2016年09月10日 | Again / かけら          | 12cmCD   | -        | -            |

### 配信限定シングル
| # | 発売日         | タイトル        | 収録アルバム |
| - | -------------- | --------------- | ------------ |
| 1 | 2020年01月04日 | ねぇ、 - Single | -            |
| 2 | 2020年03月14日 | Again - Single  | -            |

## ライヴ

### 主なサポート・メンバー
- サックス：市川裕也（2009年3月〜）、五辻憲一（2016年11月）
- ベース：七種れお（2009年12月〜）、林亜久里（2012年4月〜）
- キーボード：川村健（2011年2月〜）、米田侑介（2012年11月〜）、宇杉健一（2013年4月〜）、橋本英明（2013年9月〜）、伊東知紀（2016年1月〜）
- ドラム：勢喜遊（2012年4月〜）

### 日程・会場・編成
- 2012年10月28日：M3-2012秋（東京流通センター 第二展示場 1F キ 31f） 編成：歌・ギター・サックス
- 2012年11月03日：ライヴ出演（六本木Vanilla Mood） 編成：歌・ギター・サックス
- 2012年11月10日：音昏1st mini album『ドリップ』レコ発ライブ（池袋FIELD） 編成：歌・ギター・サックス・ドラム・ベース・キーボード
- 2013年01月19日：新潟ジャズストリート（新潟 ジャズ フラッシュ） 編成：歌・ギター・サックス
- 2013年03月02日：ライヴ出演（六本木Vanilla Mood） 編成：歌・ギター・サックス・ドラム・ベース
- 2013年04月07日：FSSC自作部Presents- SNS Music Award'13（新中野 弁天） 編成：歌・ギター・ドラム・ベース・キーボード
- 2013年07月20日：FREEFUNK presents Summer Vibration 2013（歌舞伎町ゴールデンエッグ） 編成：歌・ギター・サックス・ドラム・ベース・キーボード
- 2013年06月16日：Brilliant Corners Vol.3（六本木Vanilla Mood） 編成：歌・ギター・サックス・ドラム・ベース
- 2013年08月18日：ライヴ出演（Butcher八王子） 編成：歌・ギター・サックス・ドラム・ベース・キーボード
- 2013年09月07日：Live & Session（関内ADLIB） 編成：歌・ギター・サックス・ドラム・ベース・キーボード
- 2013年10月11日：ライヴ（札幌slowhand） 編成：歌・ギター
- 2013年10月19日：いわき街なかコンサート in TAIRA2013（いわき Bar QUEEN） 編成：歌・ギター・サックス・ドラム・ベース
- 2013年11月03日：ぐるぐるコエド（川越 旧鶴川座）
- 2013年11月04日：ライヴ出演（四谷三丁目BLUE HEAT） 編成：歌・ギター・サックス・ドラム・ベース
- 2013年12月07日：Live & Session（関内ADLIB） 編成：歌・ギター・サックス・ドラム・ベース・キーボード
- 2013年12月29日：忘年セッション（歌舞伎町Golden Egg） ※セッションホストとして参加
- 2014年01年18日：癒しの空間（御茶ノ水KAKADO） 編成：歌・ギター
- 2014年01月26日：ライヴ出演（Butcher八王子） 編成：歌・ギター・サックス・ドラム・ベース
- 2014年03月08日：ねぎしナイトvol.21（LIVE HOUSE enn 3rd） 編成：歌・ギター・サックス
- 2014年05月11日：ライヴ出演（Butcher八王子） 編成：歌・ギター・サックス・ドラム・ベース
- 2014年09月13日：ねぎしナイトvol.22（LIVE HOUSE enn 2nd） 編成：歌・ギター・サックス・ドラム・ベース
- 2014年12月21日：安部OHJI presents 銅の歯車 vol.12（南浦和 ライブ&カフェ 宮内家） 編成：歌・ギター・サックス
- 2015年06月28日：Brilliant Corners Vol.6（六本木Vanilla Mood） 編成：歌・ギター・サックス
- 2015年08月09日：渋谷ズンチャカ！（塔のステージ） 編成：歌・ギター・サックス
- 2015年11月03日：東海大学湘南キャンパス ホームカミングデー（東海大学湘南キャンパス　総合体育館南側　お祭り広場内野外ステージ） 編成：歌・ギター・サックス
- 2015年11月14日：Vanilla Music Lunge（六本木 Vanilla Mood） 編成：歌・ギター・サックス
- 2015年09月12日：ねぎしナイトvol.24（LIVE HOUSE enn 2nd） 編成：歌・ギター・サックス
- 2016年01月09日：音昏 Live&Session(四谷三丁目BLUE HEAT)  編成：歌・ギター・サックス・ドラム・ベース・キーボード
- 2016年01月31日：ライヴ出演（柳瀬川 麺や まつ本）
- 2016年03月26日：ねぎしナイトvol.25（LIVE HOUSE enn 3rd） 編成：歌・ギター・サックス
- 2016年06月25日：Recohatsu Finale（阿佐ヶ谷ネクストサンデー） 編成：歌・ギター・サックス
- 2016年07月31日：トワイライトサンデー（草加poo）
- 2016年08月27日：スナック黒崎 vol.1（恵比寿天窓 Switch） 編成：歌・ギター・サックス・ドラム・ベース・キーボード　※音昏初となる主催イベント。
- 2016年09月10日：ねぎしナイトvol.26（LIVE HOUSE enn 2nd） 編成：歌・ギター・サックス
- 2016年09月18日：2016 音con　♪音のある街コンサート（ふれあい通り商店街内　清川酒造）
- 2016年11月03日：東海大学湘南キャンパス ホームカミングデー（東海大学湘南キャンパス　総合体育館南側　お祭り広場内野外ステージ） 編成：歌・ギター・サックス
- 2017年01月09日：ライヴ出演（四谷三丁目BLUE HEAT） 編成：歌・ギター・サックス・ドラム・ベース・キーボード
- 2017年02月18日：No Plug Vol.2（Music Bar CUB） 編成：歌・ギター
- 2017年09月09日：ねぎしナイトvol.27（LIVE HOUSE enn 3rd） 編成：歌・ギター・サックス
- 2018年01月06日：◎セルフ誕生会◎ 音昏×Rob&Cats×バババンドLive（四谷三丁目BLUE HEAT） 編成：歌・ギター・サックス・キーボード
- 2018年09月08日：ねぎしナイトvol.29（LIVE HOUSE enn 3rd） 編成：歌・ギター
- 2018年12月20日：ありがとう！Next Sunday〜最後のクリスマス〜（阿佐ヶ谷Next Sundy）
- 2019年03月23日：ねぎしナイトvol.30（LIVE HOUSE enn 3rd） 編成：歌・ギター・サックス
- 2019年07月04日：Tanto Guts2019年夏ライブ（池袋エールハウス）
- 2019年09月07日：ねぎしナイトvol.31（LIVE HOUSE enn 3rd） 編成：歌・ギター
- 2019年10月20日：音昏×コルコバ堂Live（札幌BLOCO） 編成：歌・ギター・サックス